# Auke van der Goot
Auke Sjerp (Auke) van der Goot (Huizum, 29 januari 1952), is een Nederlands ex-ambtenaar en politicus namens de Fryske Nasjonale Partij en Onafhankelijke Politiek Nederland.

## Biografie
Van der Goot doorliep het Christelijk Gymnasium Leeuwarden en studeerde geschiedenis en economische wetenschappen aan de Rijksuniversiteit Groningen. In 1982 hield hij zich bij de provincie Fryslân bezig met de Europese dimensie van het Friese taal- en cultuurbeleid. Tussen 1993 en 1998 werkte hij als onderzoeker bij de Fryske Akademy in Leeuwarden waar hij onderzoek deed naar twee- en drietalig onderwijs. Hij werkte van 1999 tot 2022 als beleidsadviseur bij het Ministerie van Binnenlandse Zaken.
Tijdens de Eerste Kamerverkiezingen van 2023 was hij lijsttrekker van Onafhankelijke Politiek Nederland. Hij is sinds 13 juni 2023 lid van de Eerste Kamer namens OPNL.
Auke van der Goot
Theo Bovens (CDA) · 
Johan Dessing (FVD) · 
Auke van der Goot (OPNL) · 
Alexander van Hattem (PVV) · 
Tineke Huizinga (CU) · 
Rik Janssen (SP) · 
Tanja Klip-Martin (VVD) · 
Ilona Lagas (BBB) · 
Paul van Meenen (D66) · 
Annabel Nanninga (JA21) · 
Gaby Perin-Gopie (Volt) · 
Martin van Rooijen (50+) · 
Paul Rosenmöller (GL-PvdA) · 
Peter Schalk (SGP) · 
Ingrid Visseren-Hamakers (PvdD)
- Parlement.com: vm1isibet2ro
- Virtual International Authority File: 72843451